# Чорна армія Угорщини
Чорна армія Угорщини (угор. Fekete sereg) — загальна назва військ, що служили під орудою короля Матіаша Корвіна. Ймовірно, назва походить від чорних обладунків солдатів. Почала формуватися ця армія найманців ще за правління Яноша Гуняді, батька Матіаша Корвіна, на початку 1440-х рр.